# Liceul „Newark Memorial” din Newark
Liceul Newark Memorial este o școală publică de învățământ pre-universitar din Newark, California. Cele mai renumite persoane care au frecventat acest liceu sunt: Paul Bostaph, Gwen Araujo și Ron Thompson.

## Legături externe
- Site oficial Arhivat în 20 decembrie 2016, la Wayback Machine.